# Skałki Twardowskiego
Die Skałki Twardowskiego in Krakau sind ein Naturschutzgebiet im Krzemionki Zakrzowskie im Stadtteil Dębniki.

## Lage
Das Naturschutzgebiet wurde auf den südlichen Ausläufern des Krakau-Tschenstochauer Jura eingerichtet. Es ist Teil des Landschaftsschutzpark Bielany-Tyniec und liegt auf einer Höhe von 200 bis 230 Meter über NN. Geschützt werden die Karstformationen des Parks. Im Park befinden sich die zwei Höhlen Twardowski-Höhle und Helle Höhle sowie der See Zakrzówek im ehemaligen Steinbruch.

## Etymologie
Das Naturschutzgebiet ist nach den Felsen benannt, deren Namen wiederum auf die Höhle Twardowski-Höhle zurückgeht.